# Artemis (управляемая ракета)
«Artemis» (англ.  — Артемида) — первый в мире детально проработанный проект ракеты «воздух-воздух». Разработан Королевскими ВВС Великобритании в 1943 году. Рассматривался как возможная мера противодействия атакам самолетов-снарядов Фау-1, но в конечном итоге было сочтено, что проект является слишком дорогим и сложным для ограниченных ресурсов Великобритании и не может быть реализован в разумное время.

## История
В 1943 году, после ряда экспериментов с управляемыми по радио авиационными ракетами, Королевские ВВС Великобритании пришли к выводу, что радиокомандное управление бесперспективно для ракет «воздух-воздух». Практика показала, что оператору, управляющему ракетой с борта истребителя, чрезвычайно трудно даже в идеальных условиях визуально отслеживать её полет и направить ракету точно в цель. Кроме того, предлагавшиеся на роль авиационных прототипы управляемых ракет (де-факто, зенитные НУРС с установленной примитивной системой управления) были в итоге сочтены вообще непригодными для боевого применения.
По результатам программы, инженеры ВВС сделали вывод, что ракета «воздух-воздух» должна быть самонаводящейся и не зависящей от управления с самолета-носителя. По инициативе лейтенанта Бенсона, работавшего ранее над адаптацией систем управления к зенитным НУРС, разработка проекта самонаводящегося снаряда «воздух-воздух» была начата осенью 1943.
Проект «Артемида» был доведен до стадии рабочих чертежей, но ещё до его завершения инженеры начали высказывать сомнения в его возможностях. Главной проблемой стал недостаточный радиус действия 76-миллиметрового снаряда. Расчеты показывали, что дальность эффективного пуска «Артемиды» будет меньше чем радиус прицельного заградительного огня германских бомбардировщиков. Кроме того, в 1943 году стала уже очевидна деградация бомбардировочных сил Люфтваффе, а к 1944 году превосходство военно-воздушных сил антигитлеровской коалиции стало несомненным.
В 1944 году, после начала обстрела Великобритании ракетами «Фау-1», Королевские ВВС рассматривали «Артемиду» как возможное средство противодействия германским самолетам-снарядам. В итоге, было все же сочтено, что обычные зенитки, управляемые радарами и стреляющие снарядами с радиодетонаторами, являются достаточно надежным решением, и, самое главное — доступным немедленно: на разработку «Артемиды» до стадии практического применения потребовалось бы ещё от 6 до 12 месяцев.

## Конструкция

Схема устройства ракеты «Артемида» (по «British Secret Projects 4: Hypersonics, Ramjets and Missiles, 2008»)

Конструкция «Артемиды» была весьма проста и оригинальна. Она была разработана на базе 76-миллиметрового гироскопически-стабилизируемого неуправляемого реактивного снаряда. Чтобы упростить проект, и сделать ракету более дешевой, было решено отказаться от управляющего автопилота: курс «Артемиды» стабилизировался вращением ракеты в полете.
В носовой части ракеты, на вращающемся подшипнике была закреплена полуактивная радиолокационная головка самонаведения. В полете, набегающий поток воздуха раскручивал ГСН в направлении, противоположном направлению вращения корпуса ракеты. За счет вращения головки самонаведения осуществлялось коническое сканирование: антенна детектора радиоизлучения была расположена под углом в 45 градусов от оси ракеты.
Наведение ракеты осуществлялось на цель, «подсвечиваемую» радаром самолета-носителя. Когда в поле зрения непрерывно вращающейся головки самонаведения попадал самолет противника, срабатывало автоматическое реле, и расположенный непосредственно на головке самонаведения спойлер выдвигался, разворачивая ракету в нужном направлении. Когда из-за вращения ГСН цель покидала поле зрения детектора, реле размыкалось и пружинный механизм возвращал спойлер на место.
Система управления ракеты была очень простой, включая всего один детектор и один орган аэродинамического управления, объединенные в единый вращающийся блок. Так как спойлер вращался вместе с ГСН ракеты, он мог развернуть ракету в любом направлении, в котором ГСН обнаружила бы цель. Если цель находилась прямо впереди (то есть ракета двигалась точно на цель), то цель оказывалась за пределами поля зрения головки самонаведения и ракета летела прямолинейно.
Расчетный радиус действия ракеты составлял порядка 2800 метров.

## Сравнение с аналогами
| Параметр              | Ruhrstahl X-4                                         | Artemis                                       | Hughes JB-3 Tiamat               | Martin Gorgon IIA                                            |
| --------------------- | ----------------------------------------------------- | --------------------------------------------- | -------------------------------- | ------------------------------------------------------------ |
| Страна:               | Нацистская Германия                                   | Великобритания                                | США                              | США                                                          |
| Вес:                  | 60 кг                                                 | 37 кг                                         | 281 кг                           | 440 кг                                                       |
| Дальность:            | 3200 м                                                | 2800 м                                        | 10000-15000 м                    | 16000-20000 м                                                |
| Наведение:            | Радиокомандное ручное, визуальное отслеживание ракеты | Автоматическое, полуактивное радиолокационное | Автоматическое, «осёдланный луч» | Радиокомандное ручное, телевизионное через, камеру на ракете |
| Статус на 09.05.1945: | В производстве                                        | Рабочие чертежи                               | Подготовка к испытаниям          | Испытания                                                    |